# Xanthorhoe bajutzaria
Xanthorhoe bajutzaria är en fjärilsart som beskrevs av Franzenau 1856. Xanthorhoe bajutzaria ingår i släktet Xanthorhoe och familjen mätare. Inga underarter finns listade i Catalogue of Life.